# Luigia Bendazzi
Luigia Bendazzi (Ravenna, 22 gennaio 1829 – Nizza, 5 marzo 1901) è stata un soprano italiano.

## Biografia
Studiò prima a Milano con il maestro Piacenti, poi a Bologna con Franco Dall'Ara, ed esordì nel 1850 al Teatro San Benedetto di Venezia nell'Ernani di Giuseppe Verdi. . Caratterizzata da una voce di straordinaria potenza, si affermò velocemente e si esibì in numerosissimi teatri italiani, distinguendosi in particolare nei ruoli verdiani. Si sposò col musicista piemontese Benedetto Secchi e fu madre di Ernestina, che divenne un'affermata cantante.

## Ruoli creati
- Eufemia, in Eufemia di Napoli di Vincenzo Moscuzza, Teatro San Carlo di Napoli, 6 dicembre 1851
- Ismene, in Mudarra, di Vincenzo Maria Battista, Teatro San Carlo di Napoli, 19 dicembre 1852
- Maria Boccanegra (Amelia Grimaldi), in Simon Boccanegra di Giuseppe Verdi, Teatro la Fenice di Venezia, 12 marzo 1857
- Maria, in Vittor Pisani di Achille Peri, Teatro Comunitativo di Reggio Emilia, 21 aprile 1857
- Bianca, in L'ultimo Abencerragio di Francesco Tessarin, Teatro la Fenice di Venezia, 24 gennaio 1858
- Isabella di Francia, in Vasconcello di Angelo Villanis, Teatro la Fenice di Venezia, 18 marzo 1858
- Leonora, in La contessa d'Amalfi di Errico Petrella, Teatro Regio di Torino, 8 marzo 1864
- Berta, in Berta di Varnol di Giovanni Pacini, Teatro San Carlo di Napoli, 6 aprile 1867